# Bifurcia
Genre
Bifurcia est un genre d'araignées aranéomorphes de la famille des Linyphiidae.

## Distribution
Les espèces de ce genre se rencontrent en Chine et en Russie asiatique.

## Liste des espèces
Selon World Spider Catalog (version 26, 17/02/2025) :
- Bifurcia cochlearis Irfan, Zhang & Peng, 2025
- Bifurcia cucurbita Zhai & Zhu, 2007
- Bifurcia curvata (Sha & Zhu, 1987)
- Bifurcia dersuuzalai Fomichev & Omelko, 2021
- Bifurcia kangding Yang, Li & Yao, 2024
- Bifurcia labahe Yang, Li & Yao, 2024
- Bifurcia luding Yang, Li & Yao, 2024
- Bifurcia maritima (Tanasevitch, 2010)
- Bifurcia oligerae Marusik, Omelko & Koponen, 2016
- Bifurcia pianyanwu Irfan, Wang & Zhang, 2022
- Bifurcia pseudosongi Quan & Chen, 2012
- Bifurcia ramosa (Li & Zhu, 1987)
- Bifurcia shuangqiao Yang, Li & Yao, 2024
- Bifurcia songi Zhai & Zhu, 2007
- Bifurcia tanasevitchi Marusik, Omelko & Koponen, 2016
- Bifurcia xiaojin Yang, Li & Yao, 2024

## Systématique et taxinomie
Ce genre a été décrit par Saaristo, Tu et Li en 2006 dans les Linyphiidae.

## Publication originale
- Saaristo, Tu & Li, 2006 : « A review of Chinese micronetine species (Araneae: Linyphiidae). Part I: species of ex-Arcuphantes and ex-Centromerus. » Animal Biology, vol. 56, no 3, p. 383-401.